# یعقوب یادعلی
یعقوب یادعلی (۱ خرداد ۱۳۴۹ – ۳ اسفند ۱۴۰۰) نویسنده و فیلم‌ساز ایرانی بود. رمان آداب بی‌قراری او برندهٔ بهترین رمان دورهٔ پنجم جایزهٔ هوشنگ گلشیری شد.

## زندگی
یادعلی در اول خرداد ۱۳۴۹ در نجف‌آباد اصفهان به‌دنیا آمد. در رشتهٔ فیلم‌سازی در دانشگاه صدا و سیما درس خواند. او از ۱۳۷۴ به عنوان کارگردان در صدا و سیما مشغول کار شد.

## درگذشت
یعقوب یادعلی در ۳ اسفند ۱۴۰۰ براثر ایست قلبی در بوستون آمریکا درگذشت. به گفته همسرش او برای سیگار کشیدن از خانه خارج شده اما چون بازگشتش طولانی می‌شود به دنبال او می‌رود و می‌بیند در برف‌ها افتاده است. گفته می‌شود او بر اثر ایست قلبی درگذشته است.

## محاکمه و زندان
حدود یک سال پس از انتشار رمان آداب بی‌قراری در ۲۴ اسفند ۱۳۸۴ یعقوب یادعلی به جرم توهین به قوم لر بازداشت شد (او خود از ایل بختیاری است). به گفته او چند نفر از همکاران وی در صدا و سیمای مرکز یاسوج به دلایلی که مشخص نیست، بخش هایی از متن کتاب را با این ادعا که در این کتاب به قوم لر و مشخصا زنِ ایلیاتی توهین شده است، نخست در اداره محل کار و سپس در شهر پخش کردند. پیرو این واکنش، نهادهای مربوطه نسبت به موضوع حساس شده و پس از چند جلسه بازجویی، یک قرار بازداشت موقت دو ماهه برای وی صادر گردید. کانون نویسندگان ایران پیش از برگزاری دادگاه در بیانیه‌ای اعتراض خود را به دستگیری و محاکمه یعقوب یادعلی ابراز کرد. یعقوب یادعلی در دادگاه به ۳ ماه حبس تعزیری و ۹ ماه حبس تعلیقی مشروط به نوشتن ۴ مقاله سفارشی محکوم شد.
یعقوب یادعلی پس از تحمل دو ماه زندان در اردیبهشت ۱۳۸۵ از زندان آزاد شد. در دادگاه تجدیدنظر حکم او تشدید و وی به یک سال زندان تعزیری محکوم شد. این حکم نیز مورد اعتراض نویسندگان قرار گرفت.

## تبرئه
در پی درخواست اعاده دادرسی وکیل مدافع یادعلی، در تیر ۱۳۹۱ بیش از پنج سال پس از حکم دادگاه تجدید نظر، دادگاه استان کهگیلویه و بویراحمد این نویسنده را از ههمه اتهامات تبرئه کرد. پس از این ماجرا او مدتی در آمریکا زندگی کرد و در سال ۱۳۹۶ پس از ۶ سال به ایران بازگشت.

## رفع توقیف کتاب آداب بی‌قراری
در سال ۱۳۹۳ کتاب آداب بی‌قراری پس از ده سال رفع توقیف و چاپ شد.

## بازگشت به عرصهٔ ادبیات داستانی
دوازده سال بعد از انتشار پرحاشیهٔ آداب بی‌قراری، رمان دوم یعقوب یادعلی به نام آداب دنیا در اردیبهشت ۱۳۹۵ توسط نشر چشمه چاپ شد.

## آثار ادبی

### مجموعه داستان‌ها
- ۱۳۷۷ - حالت‌ها در حیاط
- ۱۳۸۰ - احتمال پرسه و شوخی
- ۱۳۹۷ - متغیر منصور (نشر چشمه)

### رمان
- ۱۳۸۳ - آداب بی‌قراری - انتشارات نیلوفر
- ۱۳۹۵ - آداب دنیا - انتشارات چشمه
- ۱۳۹۸ - آمرزش زمینی - انتشارات نیلوفر

## جوایز
- ۱۳۸۰ - برنده دوم مسابقه بزرگ داستان عصر پنج‌شنبه برای داستان مثل تنی پشت و رو شده…
- ۱۳۸۰ - برندهٔ سومین دورهٔ انتخاب کتاب سال نویسندگان و منتقدان مطبوعات برای مجموعهٔ داستان احتمال پرسه و شوخی
- داستان تیمسارها و دکه از مجموعهٔ احتمال پرسه و شوخی، در دورهٔ دوم ۱۳۸۱ جایزه هوشنگ گلشیری به عنوان تک داستان برگزیده توسط داوران انتخاب شد. این داستان در کتاب نقش ۸۰ منتشر شده‌است.
- ۱۳۸۴ - آداب بی‌قراری به‌طور مشترک با رمان آبی‌تر از گناه، نوشتهٔ محمد حسینی برندهٔ بهترین رمان اول دورهٔ پنجم جایزهٔ هوشنگ گلشیری شد.